# Minibasen
Minibasen (także: spa, minibasen spa, whirlpool, jacuzzi, hot tub) – termin branżowy, stosowany w odniesieniu do urządzeń większych, niż typowe wanny z hydromasażem. Dotyczy on kilku rodzajów wieloosobowych urządzeń o zastosowaniu rekreacyjnym, a nawet terapeutycznym.
W odróżnieniu od zwykłych wanien z kilkoma dyszami, wyższej klasy minibaseny posiadają system umożliwiający profesjonalną hydroterapię. Często układ i zróżnicowanie dysz, oraz ich duża liczba zapewniają znacznie skuteczniejszy hydromasaż, niż w przypadku typowych, jedno- lub dwuosobowych wanien.
Typowy minibasen składa się z odpowiednio ukształtowanej niecki, wyposażonej w kilkanaście do kilkudziesięciu dysz, jednej lub kilku pomp, oraz z systemu uzdatniania wody (zaawansowane układy filtracji, ozonatory, precyzyjne dozowniki chloru czy bromu), a także elektronicznych układów kontrolujących działanie wszystkich podzespołów.